# Ramsés Gil
Francisco Ramsés Gil Tordesillas (Segovia, Castilla y León, 28 de junio de 1976) más conocido como Ramsés Gil es un exfutbolista español y entrenador español. Su posición era la de defensa. Actualmente es entrenador de la Gimnástica Segoviana Club de Fútbol en la Segunda Federación.

## Trayectoria

### Como futbolista
Se formó en la cantera del Club Deportivo La Granja y en la temporada 1996-97 firmó por la Gimnástica Segoviana Club de Fútbol de la Tercera División de España. Tras cuatro temporadas en Segovia, firmó por el Getafe CF de la Segunda División B de España en la temporada 1999-20, pero regresaría a la Gimnástica Segoviana Club de Fútbol la temporada siguiente, donde jugó durante doce temporadas en la Tercera División de España. En 2012, tras lograr el ascenso a la Segunda División B de España con el conjunto segoviano, anunció su retirada.  

### Como entrenador
Finalizada su carrera como futbolista, Ramsés asumió tareas de dirección deportiva para la Gimnástica Segoviana Club de Fútbol y en la temporada 2018-19, pasó a ser el segundo entrenador de Manu González. 
El 13 de marzo de 2022, firmó como entrenador de la Gimnástica Segoviana Club de Fútbol de la Segunda Federación, tras la destitución de Manu González.
El 30 de mayo de 2022, renovó su contrato como entrenador de la Gimnástica Segoviana Club de Fútbol, durante una temporada más.

## Clubes

### Como jugador
| Club                                | País   | Año       |
| ----------------------------------- | ------ | --------- |
| Club Deportivo La Granja            | España | 1995-1996 |
| Gimnástica Segoviana Club de Fútbol | España | 1996-1999 |
| Getafe CF                           | España | 1999-2000 |
| Gimnástica Segoviana Club de Fútbol | España | 2000-2012 |

### Como entrenador
| Club                                                 | País   | Año       |
| ---------------------------------------------------- | ------ | --------- |
| Gimnástica Segoviana Club de Fútbol (2.º entrenador) | España | 2018-2019 |
| Gimnástica Segoviana Club de Fútbol                  | España | 2022-act. |